# San Felices de Buelna
San Felices de Buelna es un municipio de la comunidad autónoma de Cantabria, España. Limita al norte con Torrelavega y Cartes, al sur con Anievas, al este con Corvera de Toranzo y Puente Viesgo y al oeste con Los Corrales de Buelna. 
El municipio se encuentra en la comarca del Besaya y por su territorio discurre el río Besaya. La influencia del desarrollo industrial de la comarca del Besaya ha tenido importancia también en este municipio, aunque en menor medida. De todas formas, al ser colindante con Torrelavega, se ha visto favorecido por este desarrollo, y empresas como Sniace y Solvay ejercen una fuerte influencia en el lugar.
Conformó junto al actual municipio de Los Corrales de Buelna el Valle de Buelna hasta la formación de los municipios constitucionales.

## Economía
Un 4,7 % de la población de San Felices de Buelna se dedica al sector primario, un 18,2 % a la construcción, un 37,6 % a la industria y un 39 % al sector servicios. Cabe destacar la fuerte presencia de la industria, puesto que es de gran trascendencia en la comarca del Besaya.

## Demografía
San Felices de Buelna cuenta con una población de 2371 habitantes (INE 2024).
| Gráfica de evolución demográfica de San Felices de Buelna entre 1842 y 2021 |
| |
| Población de derecho según los censos de población del INE Población de hecho según los censos de población del INEEn estos censos se denominaba San Felices: 1842, 1857, 1860, 1877, 1887, 1897, 1900 y 1910 |

## Patrimonio

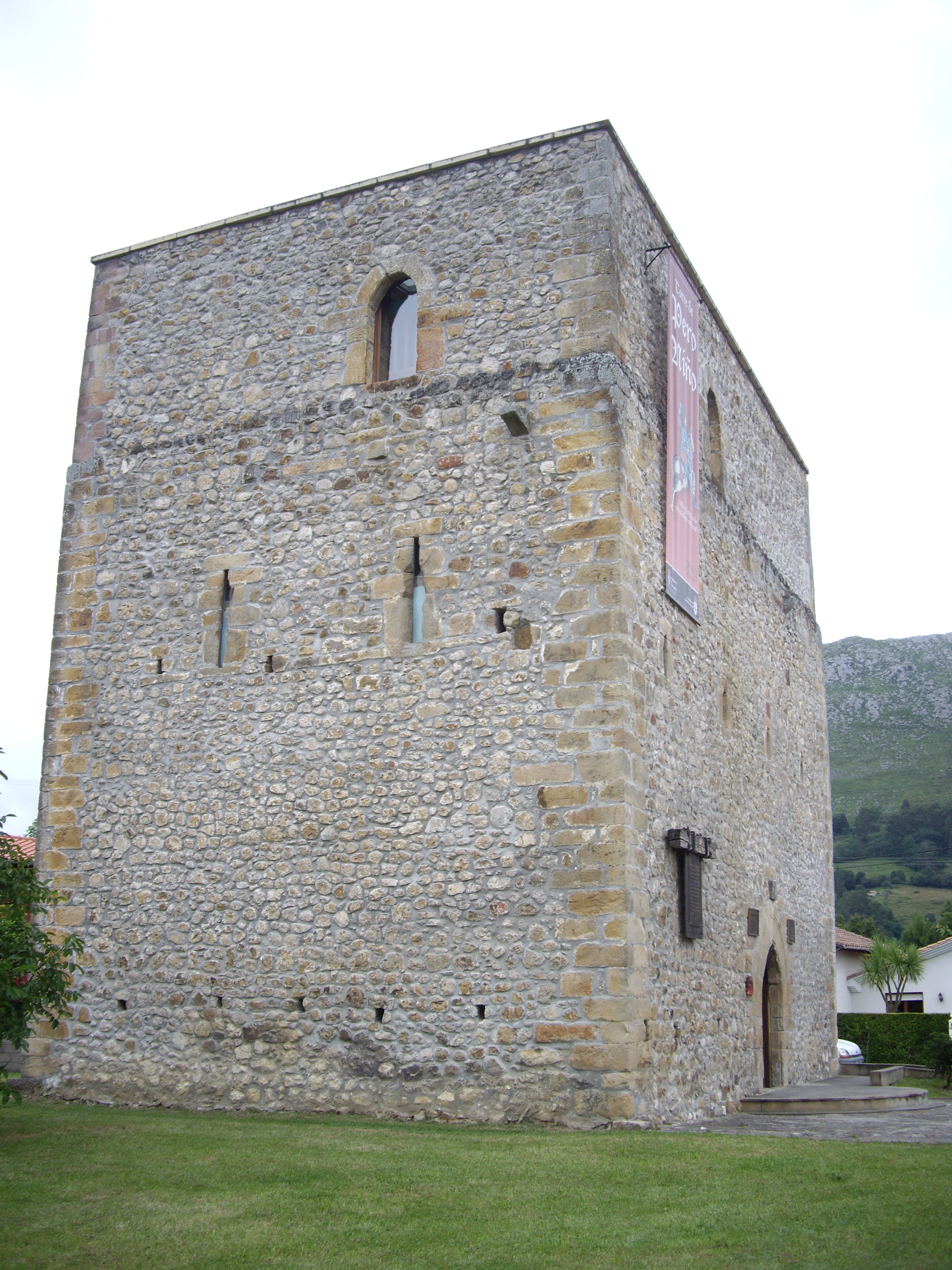
Torre de Pero Niño

Cinco son los bienes de interés cultural de este municipio:
- Torre de Pero Niño en Llano, con categoría de monumento. Se trata de una torre medieval que se ha convertido en un museo que presenta una recreación de la biografía de Pero Niño y que evoca la vida en la Baja Edad Media, la organización social de tipo estamental, las prácticas de la caballería, el armamento de la época y las gestas de Pero Niño.
- Cueva de Hornos de la Peña, en Tarriba, con categoría de zona arqueológica. Forma parte del lugar Patrimonio de la Humanidad llamado Cueva de Altamira y arte rupestre del norte de España.
- Cueva de Sovilla, zona arqueológica.
- Forma parte de la zona arqueológica llamada Conjunto Arqueológico formado por los yacimientos de La Espina del Gallego, Cildá, el Cantón y Campo de Las Cercas; otros municipios que afectan a este bien de interés cultural son: Corvera de Toranzo, Anievas, Molledo, Arenas de Iguña y Puente Viesgo.
- Los Castros del Monte Dobra, zona arqueológica.

Además, la Iglesia de San Félix en Rivero es Bien de interés local con categoría de inmueble.

## Administración y política

### Gobierno municipal
| Periodo   | Nombre                        | Partido | Partido                                 |
| --------- | ----------------------------- | ------- | --------------------------------------- |
| 2003-2023 | José Antonio González-Linares |         | Partido Regionalista de Cantabria (PRC) |
| 2023-act. | José Antonio Cobo González    |         | Partido Regionalista de Cantabria (PRC) |

| Partido político                         | 2023  | 2023  | 2023       | 2019  | 2019  | 2019       | 2015  | 2015  | 2015       | 2011  | 2011  | 2011       | 2007  | 2007  | 2007       | 2003  | 2003  | 2003       |
| Partido político                         | Votos | %     | Concejales | Votos | %     | Concejales | Votos | %     | Concejales | Votos | %     | Concejales | Votos | %     | Concejales | Votos | %     | Concejales |
| Partido Regionalista de Cantabria (PRC)  | 702   | 43,49 | 6          | 1214  | 76,06 | 9          | 1219  | 71,58 | 9          | 1427  | 85,24 | 11         | 1414  | 83,32 | 10         | 1372  | 78,49 | 10         |
| Vecinos por San Felices (VSF)            | 701   | 43,43 | 5          | —     | —     | —          | —     | —     | —          | —     | —     | —          | —     | —     | —          | —     | —     | —          |
| Partido Socialista Obrero Español (PSOE) | 81    | 5,01  | 0          | 165   | 10,33 | 1          | 129   | 7,57  | 0          | 121   | 7,23  | 0          | 162   | 9,55  | 1          | 196   | 11,21 | 1          |
| Izquierda Unida (IU)                     | 56    | 3,46  | 0          | 133   | 8,33  | 1          | 152   | 8,93  | 1          | —     | —     | —          | —     | —     | —          | 64    | 3,66  | 0          |
| Partido Popular (PP)                     | 16    | 0,99  | 0          | 70    | 4,38  | 0          | 191   | 11,22 | 1          | 105   | 6,27  | 0          | 109   | 6,42  | 0          | 71    | 4,06  | 0          |

### Organización territorial
El municipio tiene los siguientes núcleos de población:
- La Bárcena, 2 hab.
- Jaín, 301 hab.
- Llano, 224 hab.
- Mata, 483 hab.
- Posajo Penías, 83 hab.
- Rivero (Capital), 461 hab.
- Sopenilla, 147 hab.
- Sovilla, 234 hab.
- Tarriba, 436 hab.